# Державний космічний науково-виробничий центр імені М. В. Хрунічева
Державний космічний науково-виробничий центр імені М.В. Хрунічева. одне з провідних підприємств російської ракетно-космічної промисловості. Основна продукція в даний час — ракети-носії (РН) сімейства «Протон» і розгінні блоки до них. Ведеться розробка перспективного сімейства РН «Ангара».
Об'єднує в собі цілий ряд підприємств, що спеціалізуються на виробництві, запуск та обслуговування ракетно-космічної техніки. Має філію на космодромі «Байконур», до складу якого входить монтажно-випробувальний корпус на майданчику 92-50 і аеродром експериментальної авіації «Ювілейний» на майданчику 251, філія в м. Корольові по розробці.